# Landshuti csata

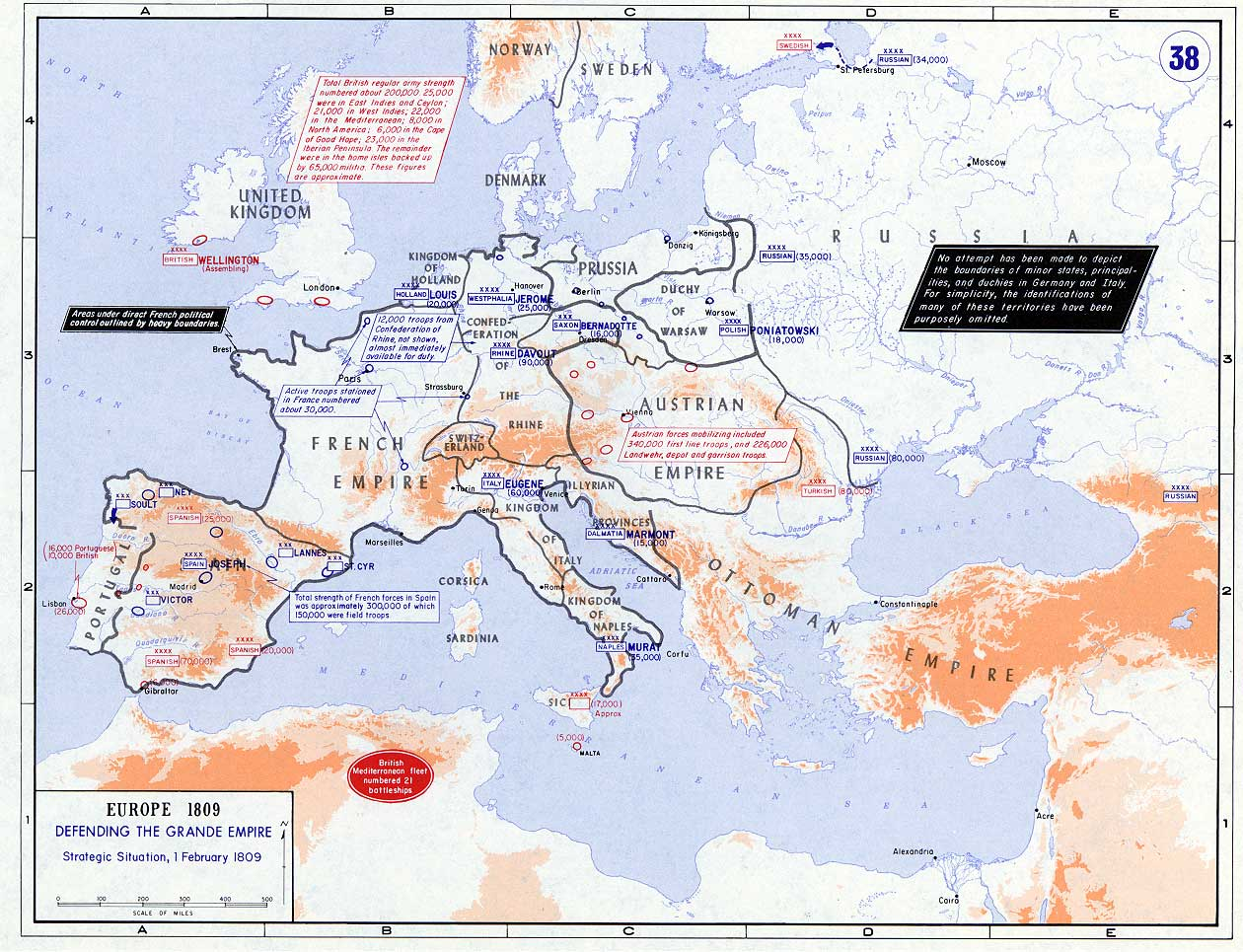
Katonai helyzet Európában 1809. februárjában

Ez a szócikk a napóleoni háborúkról szól, a hétéves háború csatáját lásd Landshuti csata (1760)
A landshuti csatát 1809. április 21-én vívta a Napóleon császár vezette, több mint kétszeres túlerőben lévő francia–bajor–württembergi haderő a Johann von Hiller parancsnoksága alatt harcoló osztrák erőkkel. A csata francia győzelemmel zárult.

## Előzmények
Az abensbergi csata után Hiller tábornok visszavonult mintegy 36 000 emberével. Lannes marsall, a francia haderő parancsnoka Hiller üldözésére indult, arra gondolva, hogy van az esélye az osztrák hadsereg nagy részének szétzúzására. Lannes hadseregén kívül 57 000 emberével Masséna tábornok is követte Hiller csapatait, hogy elállja menekülésük útját.

## A csata
Savary tábornok feljegyzései szerint Hiller tábornok csapatai szívósan védekeztek, és fel akarták gyújtani az Isar folyón átvezető hidat, hogy lehetetlenné tegyék a franciák átjutását. Savary, hogy ezt megakadályozza, Mouton tábornokot egy zászlóaljjal a város kapujához küldte. Schulmeister (a franciák beépített embere) egy kis járőr élén megelőzte ezt a zászlóaljat, hihetetlen vakmerőséggel keresztülvágtatott a hídon, és elűzte a gyújtogatni készülő ellenséges katonákat. Mire Mouton odaérkezett, nem maradt más feladata, mint a megmentett híd környékének biztosítása.
Az osztrákok létszámhátrányuk dacára keményen küzdöttek mindaddig, amíg Bonaparte Napóleon meg nem érkezett. Ezután a franciák áttörtek, és a csata így egyértelmű francia győzelemmel zárult.

## Veszteségek
Az osztrákok 10 000 embert és 30 ágyút veszítettek, a franciák vesztesége 3000 fő volt.
A két tábornok (Hiller és Masséna) ezután legközelebb május 3-án, az ebersbergi csatában találkozott.

## Fordítás
- Ez a szócikk részben vagy egészben  a   Battle of Landshut (1809) című angol Wikipédia-szócikk fordításán alapul.  Az eredeti cikk szerkesztőit annak laptörténete sorolja fel. Ez a jelzés csupán a megfogalmazás eredetét és a szerzői jogokat jelzi, nem szolgál a cikkben szereplő információk forrásmegjelöléseként.